# 1683 en arts plastiques
| Années des arts plastiques : 1680 - 1681 - 1682 - 1683 - 1684 - 1685 - 1686    |
| Décennies des arts plastiques : 1650 - 1660 - 1670 - 1680 - 1690 - 1700 - 1710 |

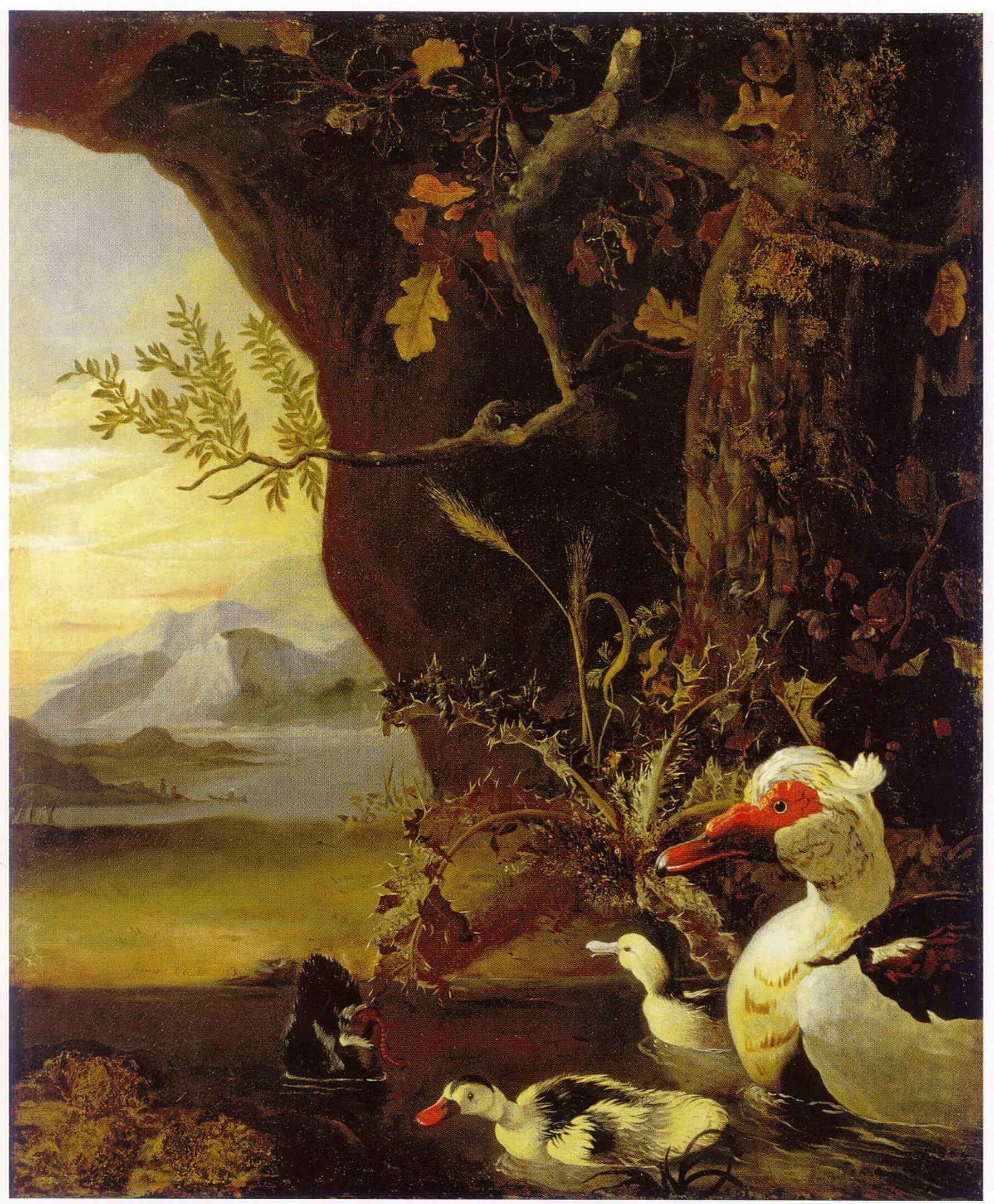
Paysage de montagne et canards, toile d'Adriaen Coorte.

Cette page concerne l'année 1683 en arts plastiques.

## Événements
- Publication en latin (deuxième édition après la première en allemand en 1675) du Teutsche Academie, dictionnaire biographique d'artistes de Joachim von Sandrart.

## Œuvres
- Nicolas de Largillierre commence son portrait de Charles Le Brun (musée du Louvre).

## Naissances
- 13 février : Giovanni Battista Piazzetta, peintre italien († 29 avril 1754),
- 19 décembre : Bernhard Vogel, graveur allemand († 13 octobre 1737),
- ? :
  - Pietro Giovanni Abbati, peintre italien († 1745),
  - Ciro Adolfi, peintre baroque italien († 1758),
  - Domenico Brandi, peintre italien († 1736),
  - Davide Campi, peintre baroque italien de l'école génoise († 1750),
  - Bernardo De Dominici, peintre et historien de l'art italien († 1759),
  - Francesco Monti, peintre baroque italien  († 14 avril 1768).

## Décès
- 18 février : Nicolaes Berchem, peintre, dessinateur et graveur néerlandais (° 1er octobre 1620),
- 11 mars : Giovanni Bernardo Carbone, peintre baroque italien de l'école génoise (° 12 mai 1616),
- 17 août : Melchior Küsel, graveur allemand (° 17 août 1626),
- 15 septembre : Guillaume Chasteau, graveur français (° 18 avril 1635).
- 20 octobre : Philips Angel I, peintre néerlandais (° 14 septembre 1616),
- ? :
  - Willem van Aelst, peintre de natures mortes de fleurs et de chasse néerlandais (° 1627),
  - Salomon Savery, peintre et graveur néerlandais (° 1594)

,